# نيلز بيخينوت
نيلز بيخينوت (بالألمانية: Nils Pichinot)‏ (29 أغسطس 1989 بهامبورغ في ألمانيا - ) هو لاعب كرة قدم ألماني في مركز الهجوم. لعب مع كارل زايس يينا ونادي سانت باولي وSV Curslack-Neuengamme ‏ ونادي هالشر وFSV Wacker 90 Nordhausen ‏ وGoslarer SC 08 ‏.

## وصلات خارجية
- نيلز بيخينوت على موقع قاعدة بيانات كرة القدم.إي يو (الإنجليزية)
- نيلز بيخينوت على موقع بيانات كرة القدم. دي إي (الألمانية)
- نيلز بيخينوت على موقع عالم كرة القدم.نت (الإنجليزية)